# 李校堃
李 校堃（り こうこん、1964年2月 - ）は、中華人民共和国の遺伝学者。中国工程院院士。現職は温州医科大学学長。

## 経歴
1964年2月、 陝西省富平県で生まれる。1987年吉林大学にて医学の研究で学士の学位取得。1992年同大学にて医学修士の学位取得。1996年中山医科大学（現在の中山大学）にて微生物学博士の学位取得。大学卒業後、曁南大学の研究所に勤務する。2005年に温州市に引っ越した。2015年、温州大学学長に昇格。2018年4月、温州医科大学学長に転任。

## 栄典
- 2019年11月22日、中国工程院院士[3]。